# 鄺業生
鄺業生（英語：Kwong Yip Sang，1959年8月26日—2023年6月25日），曾為香港亞洲電視編導及前香港無綫電視監製。

## 背景
他在澳門出生，就讀澳門粵華中學。後為了有較好的個人發展而到香港生活，在1984年畢業於香港樹仁學院新聞與傳播學系。

### 入行經過
1982年加入無綫電視曾擔任助理編導，1984年轉投到亞洲電視由助理編導開始晉升為編導。至1989年再重返無綫電視，其後專注效力電視事業，1995年，鄺業生經挖角後因此為獲得機會，從編導開始擔任晉升為劇集監製。2005年拍畢《翻新大少》後約滿離開無綫電視台並移居中國大陸，2006年至2013年底期間，鄺業生曾轉職至在出任上海影視有限公司擔任總導演。

### 評價
鄺業生拍攝警匪劇的重點是警察的愛情、婚姻等私生活。工作方面經常同時辦兩個案子，案子的偵破過大多沒有懸念，兇手通常很早就讓觀眾知道，偵破的時間不固定，有的1集就破案，有的則拖了近10集。 從可看性來說，鄺業生不如另一監製潘嘉德，觀眾對他的作品不大會有欲罷不能的效果；從真實性來說，鄺業生無疑遠勝潘嘉德，潘嘉德的作品太“戲劇化”，情節之離奇和巧合有些脫離現實，而鄺業生的劇集就與警察的現實生活比較接近。 
鄺業生的古裝喜劇代表作是《醉打金枝》、《金裝四大才子》。風格輕鬆搞笑。鄺業生的作品絕對是當今港劇的主流之作。有人謂之"快餐文化"，並尤此感嘆港劇水準的下滑。 拍攝每一部劇時，鄺業生在選角方面算是花盡心思。他說：在拍攝《陀槍師姐》之前，就想到這部劇要令觀眾有共鳴，還要有娛樂性，如果要收視高，就要照顧觀眾不同的口味。於是找來觀眾都很喜歡的關詠荷與歐陽震華這樣的師奶殺手，又要讓很多男觀眾看起來喜歡，於是又找來了滕麗名，姚樂怡這樣的年青的演員來擔當主角，中間穿插許多愛情戲在裡面。所以才可以拍到這麼多部。在其拍攝的作品中，也只有《陀槍師姐》系列才有續集。

### 逝世
鄺業生於2013年在中國內地中風後半身不遂，因行動不便而轉往護老院的生活。
2023年7月29日，鄺業生之子邝澄峰（Aaron Kong）在Facebook公布其父已于上月25日离世，享年63歲，喪禮於8月19及20日在紅磡萬國殯儀館舉行。

## 電視劇（亞洲電視）

### 助理編導
- 1984年：我愛美人魚
- 1984年：武則天
- 1984年：王昭君
- 1985年：四大名捕重出江湖
- 1985年：大千小傳

### 編導
- 1986年：冒險家樂園
- 1986年：哪吒
- 1986年：濟公活佛
- 1987年：母親
- 1987年：女捕快
- 1987年：啼笑因緣
- 1987年-1988年：滿清十三皇朝系列

## 電視劇（無綫電視）

### 助理編導列表
- 1984年：笑傲江湖

### 編導列表
- 1990年：劍魔獨孤求敗、人在邊緣
- 1991年：邊城浪子、怒劍嘯狂沙
- 1992年：武林幸運星

### 監製列表

#### 1990年代
| 首播   | 劇名       | 合作演員 |
| 1996年 | 河東獅吼   | 關詠荷、廖偉雄、林家棟、傅明憲 |
| 1997年 | 皇家反千組 | 歐陽震華、古巨基、陳法蓉、傅明憲、尹揚明 |
| 1997年 | 醉打金枝   | 歐陽震華、關詠荷、魏駿傑、傅明憲、梁家仁、王偉樑、李子奇、羅 莽、馬德鐘、鄧兆尊、韓馬利、康 華、劉家輝、陳安瑩、莫家堯、安德尊、朱咪咪、羅 蘭、余慕蓮、梁建平、湯盈盈、伍慧珊、陳彥行、梁欽棋 |
| 1998年 | 掃黃先鋒   | 歐陽震華、郭可盈、尹揚明、魏駿傑 |
| 1998年 | 陀槍師姐   | 歐陽震華、關詠荷、滕麗名、魏駿傑 |
| 1999年 | 反黑先鋒   | 陳浩民、邵美琪、蘇玉華、何韻詩、黎耀祥、吳毅將 |

#### 2000年代
| 首播   | 劇名         | 合作演員                                                                      |
| 2000年 | 陀槍師姐II   | 關詠荷、滕麗名、歐陽震華、魏駿傑、姚瑩瑩                                      |
| 2000年 | 金裝四大才子 | 歐陽震華、張家輝、林家棟、魏駿傑、關詠荷、陳松伶、文頌嫻、翁 虹、向海嵐       |
| 2001年 | 陀槍師姐III  | 歐陽震華、蔡少芬、滕麗名、魏駿傑、蔡子健、趙靜儀                              |
| 2002年 | 談判專家     | 歐陽震華、郭可盈、張智霖、文頌嫻、陳 豪                                       |
| 2003年 | 帝女花       | 佘詩曼、馬浚偉、陳 豪、郭羨妮、邵美琪、唐文龍、向海嵐、劉錦玲、文頌嫻、魏駿傑 |
| 2004年 | 陀槍師姐IV   | 歐陽震華、蔡少芬、滕麗名、魏駿傑、林文龍、蒙嘉慧                              |
| 2005年 | 翻新大少     | 歐陽震華、郭羡妮、黎耀祥、向海嵐、楊思琦、蔡子健                              |

#### 2010年代
| 首播   | 劇名           | 合作演員                                      |
| 2010年 | 刁蠻嬌妻蘇小妹 | 郭晉安、董 璇、魏駿傑、劉庭羽、苑瓊丹、邵傳勇 |

## 電視劇（中國內地）
- 2005年：《新醉打金枝》（演員：張家輝、蔡琳、蒙嘉慧）
- 2011年：《帶刀女捕快》（演員：歐陽震華、佘詩曼）
- 2015年：《聊齋新編》